# Серія A (Бразилія)
Серія A чемпіонату Бразилії з футболу (порт. Campeonato Brasileiro Série A (відомий як Brasileirão) є вищим дивізіоном Бразильської футбольної конфедерації (CBF). В турнірі беруть участь 20 команд, чотири останні за результатами сезону вибувають в Серію B, а найкращі чотири команди Серії B підвищуються в класі. «Палмейрас» є найуспішнішою командою Серії А, вигравши її 12 разів.

## Історія
У силу історичних особливостей і великих географічних розмірів країни, Бразилія має порівняно коротку історію загальнонаціональних футбольних змагань. Бразилія — країна федеративна. І цього принципу в країні чітко дотримуються в спорті, і футбол — не виняток. З початку XX століття в різних штатах країни стали проводитися власні чемпіонати і взаємини між футбольними асоціаціями штатів нерідко бували досить напруженими, що позначалося навіть при формуванні збірної країни.
З самого початку провідними чемпіонатами були ліги штату Сан-Паулу (Ліга Пауліста) і Ріо-де-Жанейро (Ліга Каріока). З 1950-х років на авансцену стали підніматися команди зі штатів Ріу-Гранді-ду-Сул (Ліга Гаушу) і Баїя (Ліга Баїя). Більшість з цих змагань мають набагато довшу історію і, отже, чемпіонати різних штатів вважалися престижнішими, ніж національний чемпіонат протягом перших років.
Для визначення представників країни у Кубку Лібертадорес знадобився єдиний загальнобразильський турнір. Спочатку цю роль грав Кубок Бразилії, який називався португальською Taça Brasil, потім — Кубок Робертао (розширений для всієї країни кубок Ріо-Сан-Паулу). У кінці 2010 року Бразильська конфедерація футболу прийняла революційне рішення — прирівняла старий Кубок Бразилії (Чаша Бразилії, або Трофей Бразилії) і Кубок Робертао до титулів чемпіона країни.
Сучасний чемпіонат Бразилії з футболу почався тільки з 1971 року, за підтримки військового режиму, і його проведення було полегшено в зв'язку з досягненнями в галузі цивільної авіації та повітряного транспорту.
Система, використовувана до 1987 року була схожа на Чемпіонат світу або Лігу Чемпіонів: найкращі клуби з чемпіонатів кожного штату були розділені на кілька невеликих груп. Тоді найкращі з кожної групи грали в плей-офф. Але кожен рік деякі аспекти формату, кількість учасників і правила змінювалися. Чемпіонати довгий час були багатоступеневими і супроводжувалися багатьма скандалами.
У 1987 році 13 найбільших клубів Бразилії заснували асоціацію під назвою Клуб 13, для того щоб домовитись про комерційні угоди без посередництва CBF. Як результат, ці клуби відокремились від CBF і організували свою власну паралельну лігу під назвою Копа Уніан, в якій брали участь 16 команд. Відразу втрутилася ФІФА, загрожуючи клубам і збірній відлученням від участі в міжнародних змаганнях. Тоді Клуб 13 погодився створити змагання з CBF, але зберегти формат Копа Уніан. У результаті, в кінці чемпіонату розбіжності призвели до наявності двох чемпіонів: Спорт Ресіфе, за підтримки CBF, і Фламенгу, за підтримки Клубу 13 і значної частини засобів масової інформації.

## Офіційні чемпіони Бразилії

### Кубок Бразилії (1959—1968)
| Рік  | Переможець | Фіналіст      | Рахунок       | Кількість команд |
| 1959 | Баїя       | Сантус        | 3:2; 0:2; 3:1 | 16               |
| 1960 | Палмейрас  | Форталеза     | 3:1; 8:2      | 17               |
| 1961 | Сантус     | Баїя          | 1:1; 5:1      | 18               |
| 1962 | Сантус     | Ботафогу      | 4:3; 1:3; 5:0 | 18               |
| 1963 | Сантус     | Баїя          | 5:0; 2:0      | 20               |
| 1964 | Сантус     | Фламенгу      | 4:1; 0:0      | 22               |
| 1965 | Сантус     | Васко да Гама | 5:1; 1:0      | 22               |
| 1966 | Крузейро   | Сантус        | 6:2; 3:2      | 22               |
| 1967 | Палмейрас  | Наутико       | 3:1; 1:2; 2:0 | 21               |
| 1968 | Ботафогу   | Форталеза     | 2:2; 4:0      | 23               |

### Кубок Робертао
Було проведено 4 розіграші Кубка Робертао (офіційно — Кубок Роберто Гомеса Педрози), які зараз вважаються прототипами чемпіонату Бразилії.
| Рік  | Переможець | Фіналіст       | Третє і четверте місце | Третє і четверте місце | Найкращий бомбардир                        | Голи | Кількість команд |
| 1967 | Палмейрас  | Інтернасьйонал | Корінтіанс             | Греміо                 | Адемар (Фламенгу) Сезар Малуко (Палмейрас) | 15   | 15               |
| 1968 | Сантус     | Інтернасьйонал | Васко да Гама          | Палмейрас              | Тоніньйо Герреро (Сантус)                  | 18   | 17               |
| 1969 | Палмейрас  | Крузейро       | Корінтіанс             | Ботафогу               | Еду (Америка)                              | 14   | 17               |
| 1970 | Флуміненсе | Палмейрас      | Атлетіку Мінейру       | Крузейро               | Тостао (Крузейро)                          | 12   | 17               |

### Серія A
| Рік  | Чемпіон             | Віце-чемпіон        | Кількість команд |
| 1971 | Атлетіку Мінейру    | Сан-Паулу           | 20               |
| 1972 | Палмейрас           | Ботафогу            | 26               |
| 1973 | Палмейрас           | Сан-Паулу           | 40               |
| 1974 | Васко да Гама       | Крузейро            | 40               |
| 1975 | Інтернасьйонал      | Крузейро            | 46               |
| 1976 | Інтернасьйонал      | Корінтіанс          | 54               |
| 1977 | Сан-Паулу           | Атлетіку Мінейру    | 60               |
| 1978 | Гуарані             | Палмейрас           | 74               |
| 1979 | Інтернасьйонал      | Васко да Гама       | 96               |
| 1980 | Фламенгу            | Атлетіку Мінейру    | 104              |
| 1981 | Греміо              | Сан-Паулу           | 88               |
| 1982 | Фламенгу            | Греміо              | 88               |
| 1983 | Фламенгу            | Сантус              | 88               |
| 1984 | Флуміненсе          | Васко да Гама       | 72               |
| 1985 | Куритиба            | Бангу               | 40               |
| 1986 | Сан-Паулу           | Гуарані             | 80               |
| 1987 | Спорт Ресіфі        | Гуарані             | 32               |
| 1988 | Баїя                | Інтернасьйонал      | 24               |
| 1989 | Васко да Гама       | Сан-Паулу           | 22               |
| 1990 | Корінтіанс          | Сан-Паулу           | 20               |
| 1991 | Сан-Паулу           | Брагантіно          | 20               |
| 1992 | Фламенгу            | Ботафогу            | 20               |
| 1993 | Палмейрас           | Віторія             | 32               |
| 1994 | Палмейрас           | Корінтіанс          | 24               |
| 1995 | Ботафогу            | Сантус              | 24               |
| 1996 | Греміо              | Португеза           | 24               |
| 1997 | Васко да Гама       | Палмейрас           | 26               |
| 1998 | Корінтіанс          | Крузейро            | 24               |
| 1999 | Корінтіанс          | Атлетіку Мінейру    | 22               |
| 2000 | Васко да Гама       | Сан-Каетано         | 116              |
| 2001 | Атлетіку Паранаенсі | Сан-Каетано         | 28               |
| 2002 | Сантус              | Корінтіанс          | 26               |
| 2003 | Крузейро            | Сантус              | 24               |
| 2004 | Сантус              | Атлетіку Паранаенсі | 24               |
| 2005 | Корінтіанс          | Інтернасьйонал      | 22               |
| 2006 | Сан-Паулу           | Інтернасьйонал      | 20               |
| 2007 | Сан-Паулу           | Сантус              | 20               |
| 2008 | Сан-Паулу           | Греміо              | 20               |
| 2009 | Фламенгу            | Інтернасьйонал      | 20               |
| 2010 | Флуміненсе          | Крузейро            | 20               |
| 2011 | Корінтіанс          | Васко да Гама       | 20               |
| 2012 | Флуміненсе          | Атлетіку Мінейру    | 20               |
| 2013 | Крузейро            | Греміо              | 20               |
| 2014 | Крузейро            | Сан-Паулу           | 20               |
| 2015 | Корінтіанс          | Атлетіку Мінейру    | 20               |
| 2016 | Палмейрас           | Сантус              | 20               |
| 2017 | Корінтіанс          | Палмейрас           | 20               |
| 2018 | Палмейрас           | Фламенгу            | 20               |
| 2019 | Фламенгу            | Сантус              | 20               |
| 2020 | Фламенгу            | Інтернасьйонал      | 20               |
| 2021 | Атлетіку Мінейру    | Фламенгу            | 20               |
| 2022 | Палмейрас           | Інтернасьйонал      | 20               |
| 2023 | Палмейрас           | Греміо              | 20               |
| 2024 | Ботафогу            | Палмейрас           | 20               |